# Pumpsie Green
Pumpsie Green, właśc. Elijah Jerry Green (ur. 27 października 1933 w Boley, zm. 17 lipca 2019 w San Leandro) – amerykański baseballista, który występował głównie na pozycji drugobazowego i łącznika, pierwszy Afroamerykanin w Boston Red Sox.
Karierę rozpoczął w 1953 roku w zespole niższej ligi Wenatchee Chiefs, następnie grał w Stockton Ports, skąd w lutym 1956 przeszedł do organizacji Boston Red Sox. Po występach w klubach farmerskich Red Sox, między innymi w Minneapolis Millers, reprezentującym poziom Triple-A, 21 lipca 1959 zadebiutował w Major League Baseball w meczu przeciwko Chicago White Sox jako pinch runner i jednocześnie Boston Red Sox został ostatnim klubem w MLB, który przełamał bariery rasowe.
W grudniu 1962 w ramach wymiany zawodników przeszedł do New York Mets, w którym występował przez sezon. Grał jeszcze w zespołach farmerskich Mets i Detroit Tigers. Karierę zakończył w 1965 roku.